# Tabanus
Tabanus is een geslacht van insecten uit de familie van de dazen (Tabanidae).

## Kenmerken
Deze robuuste insecten vertonen sterke overeenkomsten met grote bijen. Ze hebben een stevig, donker lichaam met ogen, die bijna de gehele kop beslaan.

## Leefwijze
Deze roofvliegen kunnen bij warm, zwoel weer gemeen steken. De mannetjes voeden zich met nectar, terwijl de volwassen, bloeddorstige wijfjes bloed zuigen bij grote zoogdieren zoals koeien en paarden, maar ook mensen ontkomen er niet aan. Voor de ontwikkeling van de eieren in het achterlijf is het nodig, dat ze eiwitrijk voedsel binnen krijgen.

## Soorten
- Tabanus aar Philip, 1941
- Tabanus abactor Philip, 1936
- Tabanus abditus Philip, 1941
- Tabanus abdominalis Fabricius, 1805
- Tabanus acutus (Bigot, 1892)
- Tabanus aegrotus Osten Sacken, 1877
- Tabanus albifrons Szilady, 1914
- Tabanus americanus Forster, 1771
- Tabanus aranti Hays, 1961
- Tabanus armenicus Szilady, 1926
- Tabanus atratus Fabricius, 1775
- Tabanus autumnalis Linnaeus, 1761 – Grijze runderdaas
- Tabanus barbarus Coquebert, 1804
- Tabanus bifarius Loew, 1858
- Tabanus birdiei Whitney, 1914
- Tabanus bishoppi Stone, 1933
- Tabanus bivari Dias, 1985
- Tabanus boharti Philip, 1950
- Tabanus bovinus Linnaeus, 1758 – Grote runderdaas
- Tabanus brancoi Dias, 1987
- Tabanus brassofortei Dias, 1980
- Tabanus briani Leclercq, 1962
- Tabanus bromius Linnaeus, 1758 – Kleine runderdaas
- Tabanus brunneocalosus Olsufjev, 1936
- Tabanus caenosus Burger, 1974
- Tabanus calens Linnaeus, 1758
- Tabanus castellanus Strobl, 1906
- Tabanus catenatus Walker, 1848
- Tabanus caucasicus Krober, 1925
- Tabanus cayensis Fairchild, 1935
- Tabanus cheilopterus Rondani, 1850
- Tabanus cingulatus Macquart, 1838
- Tabanus coarctatus Stone, 1935
- Tabanus colchidicus Olsufjev, 1970
- Tabanus colombensis Macquart, 1846
- Tabanus conterminus Walker, 1850
- Tabanus cordiger Meigen, 1820 – Hartvlekrunderdaas
- Tabanus cruzesilvai Dias, 1980
- Tabanus cuculus Szilady, 1923
- Tabanus cymatophorus Osten Sacken, 1876
- Tabanus daedalus (Stone, 1938)
- Tabanus darimonti Leclercq, 1964
- Tabanus decipiens (Krober, 1928)
- Tabanus dietrichi Pechuman, 1956
- Tabanus dorsifer Walker, 1860
- Tabanus dorsonotatus Macquart, 1847
- Tabanus eadsi Philip, 1962
- Tabanus eggeri Schiner, 1868
- Tabanus endymion Osten Sacken, 1878
- Tabanus equalis Hine, 1923
- Tabanus erythraeus (Bigot, 1892)
- Tabanus eurycerus Philip, 1937
- Tabanus exclusus Pandelle, 1883
- Tabanus exilipalpis Stone, 1938
- Tabanus fairchildi Stone, 1938
- Tabanus fraseri Austen, 1925
- Tabanus fratellus Williston, 1887
- Tabanus fulcifrons Macquart, 1855
- Tabanus fulvicallus Philip, 1931
- Tabanus fulvulus Wiedemann, 1828
- Tabanus fumipennis Wiedemann, 1828
- Tabanus fuscicostatus Hine, 1906
- Tabanus fusconervosus Macquart, 1838
- Tabanus gilanus Townsend, 1897
- Tabanus gladiator Stone, 1935
- Tabanus glaucopis Meigen, 1820 – Zwartneusrunderdaas
- Tabanus gracilis Wiedemann, 1828
- Tabanus helenicus Peus, 1980
- Tabanus holtzianus (Enderlein, 1927)
- Tabanus iber Peus, 1980
- Tabanus ilharcoi Dias, 1990
- Tabanus indrae Hauser, 1939
- Tabanus johnsoni Hine, 1907
- Tabanus kesseli Philip, 1950
- Tabanus kisliuki Stone, 1940
- Tabanus laticeps Hine, 1904
- Tabanus laticornis Hine, 1904
- Tabanus lavandoni (Krober, 1939)
- Tabanus leleani Austen, 1920
- Tabanus lineola Fabricius, 1794
- Tabanus longiusculus Hine, 1907
- Tabanus longus Osten Sacken, 1876
- Tabanus luizae Dias, 1980
- Tabanus lunatus Fabricius, 1794
- Tabanus maculicornis Zetterstedt, 1842 – Grauwe runderdaas
- Tabanus maculipennis Wiedemann, 1828
- Tabanus marginalis Fabricius, 1805
- Tabanus marianii (Leclercq, 1956)
- Tabanus martinii Krober, 1928
- Tabanus melanocerus Wiedemann, 1828
- Tabanus miki Brauer, 1880 – Bosrunderdaas
- Tabanus moderator Stone, 1938
- Tabanus mogollon Burger, 1974
- Tabanus molestus Say, 1823
- Tabanus monoensis Hine, 1924
- Tabanus morbosus Stone, 1938
- Tabanus mularis Stone, 1935
- Tabanus nefarius Hine, 1907
- Tabanus nemoralis Meigen, 1820
- Tabanus nigrescens Beauvois, 1809
- Tabanus nigripes Wiedemann, 1821
- Tabanus nigrovittatus Macquart, 1847
- Tabanus novaescoeiae Macquart, 1847
- Tabanus obsolescens Pandelle, 1883
- Tabanus olympius Peus, 1980
- Tabanus orbicallus Philip, 1936
- Tabanus pallidescens Philip, 1936
- Tabanus palpinus Beauvois, 1819
- Tabanus paradoxus Jaennicke, 1866
- Tabanus petiolatus Hine, 1917
- Tabanus portschinskii Olsufjev, 1937
- Tabanus prometheus Szilady, 1923
- Tabanus proximus Walker, 1848
- Tabanus pseudolunatus Dias, 1980
- Tabanus pumilus Macquart, 1838
- Tabanus punctifer Osten Sacken, 1876
- Tabanus quaesitus Stone, 1938
- Tabanus quatuornotatus Meigen, 1820 – Vroege runderdaas
- Tabanus quinquevittatus Wiedemann, 1821
- Tabanus quirinus Philip, 1950
- Tabanus rectus Loew, 1858
- Tabanus regularis Jaennicke, 1866
- Tabanus reinwardtii Wiedemann, 1828
- Tabanus rousselii Macquart, 1839
- Tabanus rubioi Dias, 1985
- Tabanus rufofrator Walker, 1850
- Tabanus rupium (Brauer, 1880)
- Tabanus sabuletorum Loew, 1874
- Tabanus sackeni Fairchild, 1934
- Tabanus sagax Osten Sacken, 1876
- Tabanus shannonellus Krober, 1936
- Tabanus similis Macquart, 1850
- Tabanus smirnovi Olsufjev, 1962
- Tabanus sparus Whitney, 1879
- Tabanus spectabilis Loew, 1858
- Tabanus spodopteroides Olsufjev, Moucha & Chvala, 1969
- Tabanus spodopterus Meigen, 1820
- Tabanus stonei Philip, 1941
- Tabanus stygius Say, 1823
- Tabanus subcaeruleus Peus, 1980
- Tabanus subniger Coquillett, 1906
- Tabanus suboblongus Stone, 1938
- Tabanus subparadoxus Olsufjev, 1941
- Tabanus subsimilis Bellardi, 1859
- Tabanus sudeticus Zeller, 1842 – Paardendaas
- Tabanus superjumentarius Whitney, 1879
- Tabanus taygetus Peus, 1980
- Tabanus tendeiroi Dias, 1980
- Tabanus tenuicornis (Enderlein, 1932)
- Tabanus tergestinus Egger, 1859
- Tabanus tetropsis Bigot, 1892
- Tabanus texanus Hine, 1907
- Tabanus tinctus Walker, 1850
- Tabanus trijunctus Walker, 1854
- Tabanus trimaculatus Beauvois, 1806
- Tabanus turbidus Wiedemann, 1828
- Tabanus unifasciatus Loew, 1858
- Tabanus varelai Dias, 1980
- Tabanus venustus Osten Sacken, 1876
- Tabanus vicinus Macquart, 1838
- Tabanus vivax Osten Sacken, 1876
- Tabanus wiedemanni Osten Sacken, 1876
- Tabanus wilsoni Pechuman, 1962
- Tabanus zythicolor Philip, 1936